# Trixodopsis facialis
Trixodopsis facialis är en tvåvingeart som beskrevs av Townsend 1933. Trixodopsis facialis ingår i släktet Trixodopsis och familjen parasitflugor. Inga underarter finns listade i Catalogue of Life.